# Золотухін Костянтин Михайлович
Костянтин Михайлович Золотухін — старший солдат Збройних сил України, учасник російсько-української війни, що загинув у ході російського вторгнення в Україну в 2022 році.

## Життєпис
Костянтин Золотухін народився 11 березня 1993 року в селі Гаївці Добровеличківського району Кіровоградської області. Після закінчення Гаївської загальноосвітньої школи І-III ступенів навчався в Піщанобрідському аграрному ліцеї. У 2015 році був призваний до лав Збройних Сил України, проходив військову службу в Рубіжному Луганської області, а після служби продовжив службу в складі Нацгвардії за контрактом. Обіймав військову посаду розвідника-телефоніста II відділення розвідувального зводу військової частини А-0641, розташованої в місті Костянтинівка Донецької області. З початком повномасштабного російського вторгнення в Україну перебував на передовій. Загинув 7 березня 2022 року в Ізюмі Харківської області.

## Нагороди
- орден «За мужність» III ступеня (2022, посмертно) — за особисту мужність і самовіддані дії, виявлені у захисті державного суверенітету та територіальної цілісності України, вірність військовій присязі[4].